# Feuchy Chapel British Cemetery
Feuchy Chapel British Cemetery is een begraafplaats gelegen in de Franse plaats Wancourt (Pas-de-Calais). De militaire graven worden onderhouden door de Commonwealth War Graves Commission.
De begraafplaats telt 525 geïdentificeerde Gemenebest graven uit de Eerste Wereldoorlog.